# Pro Ana
Pro Ana je zajednica koja govori da je anoreksija stil života, a ne bolesti. Znači, »pokret« koji podržava anoreksiju, poremećaj u prehrani, glavna karakteristika kojeg je odbijanje hrane. Uobičajeno je da riječ »Ana« označava presonifikaciju anorexie za prijateljicu. »Moja prijateljica Ana« izraz je koji se koristi za anorexiu, dok je »Moja prijateljica Mia« izraz koji se koristi za bulimiju. Tako anoreksičari mogu pred roditeljima, prijateljima bez straha otkrivanja sa svojim Pro Ana prijateljima pričati o tome.

## Pro Ana na Internetu
Pro Ana (skraćenica od Pro Anorexia) predstavlja jedan od oblika poremećaja u prehrani, koji se najviše pojavio na Internetu između 2001. i 2003. godine. Na takvim Internet stranicama se najčešće nalaze "thinspiration" slike, odnosno slike ekstremno mršavih žena koje bi treble poslužiti kao inspiracija i motivacija za skidanje kila. Također se na takvim stranicama mogu pronaći savjeti o masnoj i lošoj prehrani, izgladnjivanju, tabletama te naravno savjeti kako roditeljima i prijateljima sakriti svoj poremećaj. Iako broj takvih stranica u posljednje vrijeme opada, došlo je do novog internetskog trenda; članovi internetskih zajednica sada mogu stavljati svoje slike i tako ih drugi članovi mogu ocjenjivati od 1  - 10, te time odlučivati da li je netko "dovoljno anoreksičan".